# The Pumpkin Eater
The Pumpkin Eater (Brasil: Crescei e Multiplicai-vos / Portugal: Discussão no Quarto) é um filme britânico de 1964, do gênero drama, dirigido por Jack Clayton  e estrelado por Anne Bancroft e Peter Finch.